# スレチコ・カタネッツ
スレチュコ・カタネツ（Srečko Katanec, 1963年7月16日 - ）(カタネッチと表記されることもある。)は、スロベニア・リュブリャナ出身の元ユーゴスラビア代表サッカー選手、サッカー指導者。選手時代のポジションはMF（守備的MF）。イビチャ・オシム元サッカー日本代表監督の愛弟子。

## 来歴
1979年にユーゴスラビアのNKリュブリャナでキャリアをスタートするが、1981年に同じ街のライバルであるオリンピア・リュブリャナへ移籍。その後、ディナモ・ザグレブ、パルチザン・ベオグラードを経て、1988年にドイツのシュトゥットガルトへ移籍。その年のUEFAカップで決勝進出を果たし、ディエゴ・マラドーナ擁するナポリと決勝で対戦したが結果、準優勝に終わった。
翌1989年にセリエAのサンプドリアへ移籍。翌シーズンのリーグ優勝に貢献。1991-92シーズンにはUEFAチャンピオンズカップで決勝に進出し、FCバルセロナと対戦した結果、準優勝に終わった。1992年にスヴェン＝ゴラン・エリクソンが監督に就任すると殆ど起用されなくなり、1993-94シーズン終了後に現役を引退した。
また、ユーゴスラビア代表として1984年のロサンゼルスオリンピックで銅メダル獲得。1990年のイタリアW杯に出場。元日本代表監督のイビチャ・オシム率いるチームの下、ドラガン・ストイコビッチらとともにベスト8進出に貢献した。
1994年に選手生活を引退後、U-21スロベニア代表やヒット・ゴリツァを率い、1998年に34歳の若さにしてスロベニア代表監督に就任しEURO2000、2002年の日韓W杯へそれぞれ初出場に導いた。また日韓W杯では初戦のスペイン戦終了後に当時の主力選手であったズラトコ・ザホヴィッチがカタネッツを批判したため、代表から外している。
その後、代表監督を辞任。ギリシャの強豪オリンピアコスの監督、スロベニアサッカー協会のスタッフを経て、2006年からマケドニア代表を率いる。EURO2008予選ではイングランド代表とアウェーで引き分けるなど健闘したが、2009年4月、主力選手のゴラン・パンデフとの対立と代表チームの雰囲気悪化を訴え辞任。同年6月、UAE代表監督に就任したが2011年9月に解任された。
2018年9月、3年契約でイラク代表監督に就任。AFCアジアカップ2019では初めて決勝トーナメントに進出し（ラウンド16でカタールに敗戦）、2022 FIFAワールドカップ・アジア予選では最終予選に進出するなど結果を残したが、2021年7月、6ヶ月分の給与未払いを理由にイラク代表監督辞任を表明。
2021年8月27日、4年契約でウズベキスタン代表監督に就任。
2026 FIFAワールドカップ・アジア3次予選ではグループAで2位と好調だった矢先の2025年1月22日に健康上の問題を理由にウズベキスタン代表監督を退任したことが発表された。

## 所属クラブ
ユース経歴
- 1970年 - 1981年  NKリュブリャナ

プロ経歴
- 1981年 - 1984年  NKオリンピア・リュブリャナ
- 1985年 - 1986年  ディナモ・ザグレブ
- 1986年 - 1988年  パルチザン・ベオグラード
- 1988年 - 1989年  VfBシュトゥットガルト
- 1989年 - 1994年  UCサンプドリア

## 代表歴

### 出場大会
- ユーゴスラビア代表
  - 1990 FIFAワールドカップ
- スロベニア代表

### 試合数
- 国際Aマッチ 31試合 5得点（1983年-1990年、ユーゴスラビア）[6]
- 国際Aマッチ 5試合 1得点（1994年、スロベニア）[6]

| ユーゴスラビア代表 | 国際Aマッチ | 国際Aマッチ |
| 年                 | 出場        | 得点        |
| ------------------ | ----------- | ----------- |
| 1983               | 3           | 0           |
| 1984               | 5           | 0           |
| 1985               | 0           | 0           |
| 1986               | 2           | 0           |
| 1987               | 6           | 2           |
| 1988               | 6           | 1           |
| 1989               | 3           | 1           |
| 1990               | 6           | 1           |
| 通算               | 31          | 5           |

| スロベニア代表 | 国際Aマッチ | 国際Aマッチ |
| 年             | 出場        | 得点        |
| -------------- | ----------- | ----------- |
| 1994           | 5           | 1           |
| 通算           | 5           | 1           |

## 指導歴
- 1996年 - 1998年  U-21スロベニア代表
- 1998年  ヒット・ゴリツァ
- 1998年 - 2002年  スロベニア代表
- 2002年 - 2003年  オリンピアコスFC
- 2006年 - 2009年  マケドニア代表
- 2009年 - 2011年  UAE代表
- 2013年 - 2017年  スロベニア代表
- 2018年 - 2021年  イラク代表
- 2021年 - 2025年  ウズベキスタン代表